# Горни Криж
Горни Криж (на словенски: Gornji Križ) е село в Словения, регион Югоизточна Словения, община Жужемберк. Според Националната статистическа служба на Република Словения през 2015 г. селото има 46 жители.